# CBS Records
CBS Records és un segell discogràfic fundat per CBS Corporation el 2006 per aprofitar-se de música des de les seves propietats d'entreteniment produïdes i distribuïdes per CBS Television Studios. El nomenament inicial d'aquest segell constava de només tres artistes: la banda de rock Senyor Happy, i els cantants/compositors Will Dailey i P. J. Olsson.
Aquesta encarnació del segell depèn principalment de distribució digital, com iTunes, i vendes directes des del seu propi lloc web. Tanmateix, ha firmat un acord per distribuir discos compactes a través de RED Distribution, una subsidiària de Sony Music Entertainment que anteriorment era propietat de CBS Inc. El nou CBS Records té la seu a CBS Television City a Los Angeles.
L'encarnació prèvia va originar a començaments dels anys 1960: els productes de Columbia Records van ser publicats sota l'etiqueta de CBS Records fora dels Estats Units i el Canadà. Això va ser necessari, perquè EMI era propietari d'un altre segell discogràfic del mateix nom, la Columbia Gramophone Company, que va operar a cada mercat excepte per Amèrica del Nord, Espanya, i el Japó. La CBS va vendre la companyia discogràfica a Sony Corporation Of America el 1988. El 1991, el segell discogràfic CBS Records va ser oficialment rebatejat com a Columbia Records, i la companyia anteriorment coneguda com a CBS Records va ser rebatejada com Sony Music Entertainment.